# Lightning Strike
«Lightning Strike» es una canción de la banda británica de heavy metal Judas Priest, incluida como la segunda pista del álbum Firepower de 2018. En enero del mismo año se lanzó como su primer sencillo a través de medios digitales, alcanzando el puesto 21 en la lista estadounidense Mainstream Rock Tracks, siendo el primero desde «Revolution» (2005) en ingresar en dicho conteo. Además, en la misma fecha se publicó en la cuenta VEVO de la banda su respectivo videoclip.

## Músicos
- Rob Halford: voz
- Glenn Tipton: guitarra eléctrica
- Richie Faulkner: guitarra eléctrica
- Ian Hill: bajo
- Scott Travis: batería